# Ε-カロテン
ε-カロテン(Epsilon-Carotene)は、カロテノイドの一種である。